# Dominique Bakry
Dominique Bakry (Argel, 12 de dezembro de 1954) é um matemático francês, que trabalha com estocástica.
Bakry estudou na École normale supérieure de Saint-Cloud e obteve um doutorado em 1985 na Universidade de Estrasburgo, orientado por Marc Yor (e Paul-André Meyer), com a tese Hypercontractivite et integrales singulieres pour les semigroupes de diffusion symetriques. Foi Chargé de Recherche do Centre national de la recherche scientifique (CNRS) em Estrasburgo antes de tornar-se em 1988 professor da Universidade Paul Sabatier em Toulouse.
Recebeu o Prix Servant de 2018.

## Publicações selecionadas
- com Ivan Gentil, Michel Ledoux: Analysis and Geometry of Markov Diffusion Operators, Grundlehren der mathematischen Wissenschaften 348, Springer 2014
- com R. D. Gill, S. A. Molchanov: Lectures on Probability Theory, Ecole d'Eté de Probabilités de Saint-Flour XXII 1992, Springer 1994
- com Michel Ledoux, Laurent Saloff-Coste: Markov semigroups at Saint-Flour,  Springer 2012